# Récords de España de natación
Los récords de España de natación son los registros de las mejores marcas obtenidas por nadadores de España. Las marcas son ratificadas por la Real Federación Española de Natación y se clasifican en las pruebas realizadas en piscina de 50 metros (piscina olímpica) y en piscina de 25 metros.

## Piscina de 50 metros

### Récords españoles masculinos
| Prueba                    | Tiempo   | Nadador                                                               | Club                 | Fecha                   | Lugar                              |
| ------------------------- | -------- | --------------------------------------------------------------------- | -------------------- | ----------------------- | ---------------------------------- |
| 50 m libre                | 21,99    | Luca Hoek                                                             | C. N. Sitges         | 3 de julio de 2025      | Šamorín, Eslovaquia                |
| 100 m libre               | 48,04    | Luca Hoek                                                             | C. N. Sitges         | 30 de julio de 2025     | Singapur                           |
| 200 m libre               | 1:46,46  | César Castro                                                          | C. N. Terrassa       | 24 de febrero de 2024   | Sabadell, España                   |
| 400 m libre               | 3:47,29  | Carlos Garach                                                         | C. N. Churriana      | 22 de junio de 2024     | Palma de Mallorca, España          |
| 800 m libre               | 7:49,09  | Marco Rivera                                                          | C. N. Santa Olaya    | 28 de julio de 2009     | Roma, Italia                       |
| 1500 m libre              | 14:57,23 | Carlos Garach                                                         | C. N. Churriana      | 29 de marzo de 2023     | Palma de Mallorca, España          |
| 50 m espalda              | 24,47    | Hugo González                                                         | Real Canoe N. C.     | 18 de mayo de 2021      | Budapest, Hungría                  |
| 100 m espalda             | 52,38    | Aschwin Wildeboer                                                     | C. N. Sabadell       | 1 de julio de 2009      | Pescara, Italia                    |
| 200 m espalda             | 1:54,51  | Hugo González                                                         | Real Canoe N. C.     | 20 de junio de 2024     | Palma de Mallorca, España          |
| 50 m braza                | 27,42    | Bruno Ortiz-Cañavate                                                  | Real Canoe N. C.     | 16 de junio de 2019     | Barcelona, España                  |
| 100 m braza               | 1:00,31  | Nil Cadevall                                                          | C. N. Sant Andreu    | 12 de junio de 2025     | Palma de Mallorca, España          |
| 200 m braza               | 2:08,49  | Carles Coll                                                           | C. N. Sabadell       | 31 de julio de 2025     | Singapur                           |
| 50 m mariposa             | 22,43    | Rafael Muñoz                                                          | Navial               | 5 de abril de 2009      | Málaga, España                     |
| 100 m mariposa            | 50,41    | Rafael Muñoz                                                          | Navial               | 1 de agosto de 2009     | Roma, Italia                       |
| 200 m mariposa            | 1:54,99  | Arbidel González                                                      | C. N. Barcelona      | 25 de julio de 2023     | Fukuoka, Japón                     |
| 200 m estilos             | 1:56,31  | Hugo González                                                         | Real Canoe N. C.     | 6 de junio de 2021      | Barcelona, España                  |
| 400 m estilos             | 4:12,67  | Joan Lluís Pons                                                       | C. N. Sant Andreu    | 24 de julio de 2021     | Tokio, Japón                       |
| Relevos 4 × 50 m libre    | 1:29,68  | Javier Noriega Enrique López José Javier Cabanas Javier Soriano       | C. N. Alcorcón Arena | 21 de julio de 2009     | Las Palmas de Gran Canaria, España |
| Relevos 4 × 100 m libre   | 3:13,19  | Sergio de Celis Luis Domínguez César Castro Mario Mollà               | España               | 27 de julio de 2024     | París, Francia                     |
| Relevos 4 × 200 m libre   | 7:10,63  | Luis Domínguez César Castro Sergio de Celis Carlos Quijada            | España               | 16 de febrero de 2024   | Doha, Catar                        |
| Relevos 4 × 50 m estilos  | 1:39,44  | Hugo González Bruno Ortiz-Cañavate Moritz Berg Marcos Rico            | Real Canoe N. C.     | 21 de diciembre de 2020 | Castellón de la Plana, España      |
| Relevos 4 × 100 m estilos | 3:32,11  | Aschwin Wildeboer Melquiades Álvarez Rafael Muñoz José Antonio Alonso | España               | 2 de agosto de 2009     | Roma, Italia                       |

### Récords españoles femeninos
| Prueba                    | Tiempo   | Nadadora                                                    | Club                 | Fecha                   | Lugar                         |
| ------------------------- | -------- | ----------------------------------------------------------- | -------------------- | ----------------------- | ----------------------------- |
| 50 m libre                | 24,79    | Lidón Muñoz                                                 | C. N. Sant Andreu    | 26 de julio de 2024     | Tarrasa, España               |
| 100 m libre               | 54,33    | Lidón Muñoz                                                 | C. N. Sant Andreu    | 14 de diciembre de 2019 | Ámsterdam, Países Bajos       |
| 200 m libre               | 1:56,19  | Melani Costa                                                | C. N. La Salle Palma | 30 de julio de 2013     | Barcelona, España             |
| 400 m libre               | 4:02,47  | Melani Costa                                                | C. N. La Salle Palma | 28 de julio de 2013     | Barcelona, España             |
| 800 m libre               | 8:18,55  | Mireia Belmonte                                             | UCAM C. N. Fuensanta | 12 de agosto de 2016    | Río de Janeiro, Brasil        |
| 1500 m libre              | 15:50,89 | Mireia Belmonte                                             | UCAM C. N. Fuensanta | 25 de julio de 2017     | Budapest, Hungría             |
| 50 m espalda              | 27,71    | Mercedes Peris                                              | C. N. Santa Olaya    | 31 de julio de 2013     | Barcelona, España             |
| 100 m espalda             | 58,83    | Carmen Weiler                                               | Real Canoe N. C.     | 11 de junio de 2025     | Palma de Mallorca, España     |
| 200 m espalda             | 2:08,03  | Estella Llum Tonrath                                        | C. N. Palma          | 13 de junio de 2025     | Palma de Mallorca, España     |
| 50 m braza                | 30,89    | Jessica Vall                                                | C. N. Sant Andreu    | 6 de abril de 2019      | Sabadell, España              |
| 100 m braza               | 1:06,44  | Jessica Vall                                                | C. N. Sant Andreu    | 8 de abril de 2017      | Pontevedra, España            |
| 200 m braza               | 2:22,56  | Jessica Vall                                                | C. N. Sant Andreu    | 20 de mayo de 2016      | Londres, Reino Unido          |
| 50 m mariposa             | 26,57    | Lidón Muñoz                                                 | C. N. Sant Andreu    | 13 de diciembre de 2019 | Ámsterdam, Países Bajos       |
| 100 m mariposa            | 58,48    | Paula Juste                                                 | C. N. Lleida         | 18 de junio de 2024     | Palma de Mallorca, España     |
| 200 m mariposa            | 2:04,78  | Mireia Belmonte                                             | UCAM C. N. Fuensanta | 1 de agosto de 2013     | Barcelona, España             |
| 200 m estilos             | 2:09,45  | Mireia Belmonte                                             | UCAM C. N. Fuensanta | 29 de julio de 2013     | Barcelona, España             |
| 400 m estilos             | 4:31,21  | Mireia Belmonte                                             | UCAM C. N. Fuensanta | 4 de agosto de 2013     | Barcelona, España             |
| Relevos 4 × 50 m libre    | 1:42,27  | Lidón Muñoz Marta González África Zamorano Alba Guillamón   | C. N. Sant Andreu    | 23 de diciembre de 2021 | Barcelona, España             |
| Relevos 4 × 100 m libre   | 3:40,46  | Fátima Gallardo Marta González Patricia Castro Melani Costa | España               | 6 de agosto de 2016     | Río de Janeiro, Brasil        |
| Relevos 4 × 200 m libre   | 7:53,20  | Melani Costa Patricia Castro Mireia Belmonte Beatriz Gómez  | España               | 1 de agosto de 2013     | Barcelona, España             |
| Relevos 4 × 50 m estilos  | 1:51,53  | África Zamorano Jessica Vall Alba Guillamón Lidón Muñoz     | C. N. Sant Andreu    | 21 de diciembre de 2020 | Castellón de la Plana, España |
| Relevos 4 × 100 m estilos | 4:02,38  | África Zamorano Jessica Vall Aina Hierro Lidón Muñoz        | España               | 23 de mayo de 2021      | Budapest, Hungría             |

### Récords españoles mixtos
| Prueba                    | Tiempo  | Nadadores                                             | Club   | Fecha               | Lugar             |
| ------------------------- | ------- | ----------------------------------------------------- | ------ | ------------------- | ----------------- |
| Relevos 4 × 100 m libre   | 3:24,48 | Sergio de Celis Luca Hoek María Daza Carmen Weiler    | España | 2 de agosto de 2025 | Singapur          |
| Relevos 4 × 100 m estilos | 3:46,60 | Hugo González Jessica Vall Alberto Lozano Lidón Muñoz | España | 20 de mayo de 2021  | Budapest, Hungría |

## Piscina de 25 metros

### Récords españoles masculinos
| Prueba                  | Tiempo   | Nadador                                                         | Club              | Fecha                   | Lugar                         |
| ----------------------- | -------- | --------------------------------------------------------------- | ----------------- | ----------------------- | ----------------------------- |
| 50 m libre              | 21,26    | Rafael Muñoz                                                    | Navial            | 28 de diciembre de 2008 | Saint-Paul, Francia           |
| 100 m libre             | 46,48    | Sergio de Celis                                                 | C. N. Sabadell    | 10 de diciembre de 2024 | Budapest, Hungría             |
| 200 m libre             | 1:42,40  | Luis Domínguez                                                  | E. M. El Olivar   | 20 de diciembre de 2024 | Castellón de la Plana, España |
| 400 m libre             | 3:40,52  | Marco Rivera                                                    | C. N. Santa Olaya | 10 de diciembre de 2009 | Estambul, Turquía             |
| 800 m libre             | 7:37,51  | Marc Sánchez                                                    | C. N. Sabadell    | 21 de diciembre de 2014 | Palma de Mallorca, España     |
| 1500 m libre            | 14:30,79 | Marc Sánchez                                                    | C. N. Sabadell    | 20 de diciembre de 2014 | Palma de Mallorca, España     |
| 50 m espalda            | 23,07    | Aschwin Wildeboer                                               | C. N. Sabadell    | 11 de diciembre de 2009 | Estambul, Turquía             |
| 100 m espalda           | 49,05    | Aschwin Wildeboer                                               | C. N. Sabadell    | 13 de diciembre de 2009 | Estambul, Turquía             |
| 200 m espalda           | 1:49,22  | Aschwin Wildeboer                                               | C. N. Sabadell    | 11 de diciembre de 2008 | Rijeka, Croacia               |
| 50 m braza              | 26,29    | Carles Coll                                                     | C. N. Sabadell    | 11 de diciembre de 2024 | Budapest, Hungría             |
| 100 m braza             | 56,67    | Carles Coll                                                     | C. N. Sabadell    | 11 de diciembre de 2024 | Budapest, Hungría             |
| 200 m braza             | 2:01,55  | Carles Coll                                                     | C. N. Sabadell    | 13 de diciembre de 2024 | Budapest, Hungría             |
| 50 m mariposa           | 22,33    | Rafael Muñoz                                                    | Navial            | 14 de diciembre de 2008 | Rijeka, Croacia               |
| 100 m mariposa          | 49,74    | Rafael Muñoz                                                    | Navial            | 12 de diciembre de 2008 | Rijeka, Croacia               |
| 200 m mariposa          | 1:51,92  | Arbidel González                                                | C. N. Barcelona   | 12 de diciembre de 2024 | Budapest, Hungría             |
| 100 m estilos           | 51,50    | Carles Coll                                                     | C. N. Sabadell    | 12 de diciembre de 2024 | Budapest, Hungría             |
| 200 m estilos           | 1:52,11  | Carles Coll                                                     | C. N. Sabadell    | 22 de diciembre de 2024 | Sabadell, España              |
| 400 m estilos           | 4:05,09  | Alan Cabello                                                    | C. N. Sant Andreu | 11 de diciembre de 2009 | Estambul, Turquía             |
| Relevos 4x50 m libre    | 1:24,83  | Carles Coll Luis Domínguez Sergio de Celis Mario Mollà          | España            | 15 de diciembre de 2022 | Melbourne, Australia          |
| Relevos 4x100 m libre   | 3:05,57  | Sergio de Celis Luis Domínguez Miguel Pérez-Godoy Nacho Campos  | España            | 10 de diciembre de 2024 | Budapest, Hungría             |
| Relevos 4x200 m libre   | 6:52,74  | Luis Domínguez Miguel Pérez-Godoy Nacho Campos Sergio de Celis  | España            | 13 de diciembre de 2024 | Budapest, Hungría             |
| Relevos 4x50 m estilos  | 1:33,25  | Aschwin Wildeboer Héctor Monteagudo Javier Noriega Eloi Saumell | España            | 10 de diciembre de 2009 | Estambul, Turquía             |
| Relevos 4x100 m estilos | 3:24,68  | Iván Martínez Carles Coll Mario Mollà Luis Domínguez            | España            | 15 de diciembre de 2024 | Budapest, Hungría             |

### Récords españoles femeninos
| Prueba                  | Tiempo   | Nadadora                                                       | Club                   | Fecha                   | Lugar                         |
| ----------------------- | -------- | -------------------------------------------------------------- | ---------------------- | ----------------------- | ----------------------------- |
| 50 m libre              | 24,16    | Lidón Muñoz                                                    | C. N. Sant Andreu      | 15 de noviembre de 2019 | Gijón, España                 |
| 100 m libre             | 52,61    | Lidón Muñoz                                                    | C. N. Sant Andreu      | 15 de noviembre de 2019 | Gijón, España                 |
| 200 m libre             | 1:52,52  | Melani Costa                                                   | C. N. La Salle Palma   | 10 de agosto de 2013    | Berlín, Alemania              |
| 400 m libre             | 3:54,52  | Mireia Belmonte                                                | UCAM C. N. Fuensanta   | 11 de agosto de 2013    | Berlín, Alemania              |
| 800 m libre             | 7:59,34  | Mireia Belmonte                                                | UCAM C. N. Fuensanta   | 10 de agosto de 2013    | Berlín, Alemania              |
| 1500 m libre            | 15:19,71 | Mireia Belmonte                                                | UCAM C. N. Fuensanta   | 12 de diciembre de 2014 | Sabadell, España              |
| 50 m espalda            | 26,80    | Mercedes Peris                                                 | C. N. Santa Olaya      | 19 de diciembre de 2010 | Dubái, Emiratos Árabes Unidos |
| 50 m espalda            | 26,80    | Carmen Weiler                                                  | Real Canoe N. C.       | 11 de diciembre de 2024 | Budapest, Hungría             |
| 100 m espalda           | 56,09    | Carmen Weiler                                                  | Real Canoe N. C.       | 10 de diciembre de 2024 | Budapest, Hungría             |
| 200 m espalda           | 2:02,16  | Carmen Weiler                                                  | Real Canoe N. C.       | 15 de diciembre de 2024 | Budapest, Hungría             |
| 50 m braza              | 29,73    | María Ramos                                                    | C. D. Gredos San Diego | 16 de diciembre de 2022 | Sabadell, España              |
| 100 m braza             | 1:04,80  | Jessica Vall                                                   | C. N. Sant Andreu      | 16 de diciembre de 2017 | Copenhague, Dinamarca         |
| 200 m braza             | 2:18,41  | Jessica Vall                                                   | C. N. Sant Andreu      | 17 de diciembre de 2017 | Copenhague, Dinamarca         |
| 50 m mariposa           | 25,96    | Lidón Muñoz                                                    | C. N. Sant Andreu      | 6 de noviembre de 2021  | Kazán, Rusia                  |
| 100 m mariposa          | 58,24    | Mireia Belmonte                                                | UCAM C. N. Fuensanta   | 3 de diciembre de 2014  | Doha, Catar                   |
| 200 m mariposa          | 1:59,61  | Mireia Belmonte                                                | UCAM C. N. Fuensanta   | 3 de diciembre de 2014  | Doha, Catar                   |
| 100 m estilos           | 59,26    | Emma Carrasco                                                  | C. N. Sant Andreu      | 21 de diciembre de 2023 | Barcelona, España             |
| 200 m estilos           | 2:05,73  | Mireia Belmonte                                                | C. N. Sabadell         | 18 de diciembre de 2010 | Dubái, Emiratos Árabes Unidos |
| 400 m estilos           | 4:18,94  | Mireia Belmonte                                                | UCAM C. N. Fuensanta   | 12 de agosto de 2017    | Eindhoven, Países Bajos       |
| Relevos 4x50 m libre    | 1:39,83  | Ainhoa Campabadal Paula Pérez Naiara Sobreviela Alba Guillamón | C. N. Sant Andreu      | 21 de diciembre de 2024 | Sabadell, España              |
| Relevos 4x100 m libre   | 3:36,87  | Marta González Lidón Muñoz África Zamorano Ainhoa Campabadal   | C. N. Sant Andreu      | 27 de noviembre de 2021 | Palma de Mallorca, España     |
| Relevos 4x200 m libre   | 7:51,70  | Ainhoa Campabadal Emma Carrasco Júlia Pujadas África Zamorano  | C. N. Sant Andreu      | 20 de diciembre de 2023 | Barcelona, España             |
| Relevos 4x50 m estilos  | 1:48,06  | Lidón Muñoz Jessica Vall Alba Guillamón Marta González         | C. N. Sant Andreu      | 21 de diciembre de 2023 | Barcelona, España             |
| Relevos 4x100 m estilos | 3:56,33  | África Zamorano Jessica Vall Emma Carrasco Ainhoa Campabadal   | C. N. Sant Andreu      | 22 de diciembre de 2023 | Barcelona, España             |

### Récords españoles mixtos
| Prueba                 | Tiempo  | Nadadores                                             | País   | Fecha                   | Lugar             |
| ---------------------- | ------- | ----------------------------------------------------- | ------ | ----------------------- | ----------------- |
| Relevos 4x50 m libre   | 1:31,64 | Sergio de Celis Nacho Campos Carmen Weiler María Daza | España | 13 de diciembre de 2024 | Budapest, Hungría |
| Relevos 4x50 m estilos | 1:39,11 | Carmen Weiler Carles Coll Mario Mollà María Daza      | España | 11 de diciembre de 2024 | Budapest, Hungría |